# St.-Margareten-Kirche (Sulzdorf)
Die St.-Margareten-Kirche ist eine evangelische Pfarrkirche im Stadtteil Sulzdorf der Stadt Schwäbisch Hall im gleichnamigen Landkreis im Nordosten Baden-Württembergs.

## Geschichte
Die früheste bekannte Erwähnung der gotischen Margarethenkapelle stammt aus dem Jahr 1504. Bei einem Ortsbrand im Jahr 1670 wurde sie vollständig zerstört. Im Jahr 1863 entstand sie als Pfarrkirche neu. Dabei wurden für den unteren Teil des Turmes die Überreste der spätgotischen Kapelle wiederverwendet. Laut Eugen Gradmann befand sich in diesem Gotteshaus eine Glocke aus dem Jahr 1444, die aus Anhausen stammte, dessen kirchliches Filial die Kirchengemeinde Sulzdorf bis 1865 war.
Im Jahr 1945 wurde die Kirche bei Kampfhandlungen des Zweiten Weltkrieges erneut zerstört. Ein Neubau entstand 1948 bis 1949 nach einem Entwurf des Architekten Walter Zoller. Im Neubau befinden sich moderne Glasbilder.